# Station Lavaur
Station Lavaur is een spoorwegstation in de Franse gemeente Lavaur. Het wordt bediend door treinen van de TER Occitanie.